# Edwin Pukaß
Edwin Hermann Willy Pukaß, auch: Pukass, (* 23. Mai 1877 in Berlin; † 7. April 1951 ebenda) war ein deutscher Staatsbeamter. Pukaß war von 1922 bis 1933 leitender Beamter in der Reichskanzlei.

## Leben und Tätigkeit
Pukaß war der Sohn eines Rechnungsrates bei den preußischen Staatsbahnen. Von 1896 bis 1904 arbeitete er als Zivilsupernumerar in der Eisenbahndirektion in Berlin. Anschließend war sechs Jahre lang, bis 1910, im Reichsversicherungsamt tätig, zuletzt als expedierender Sekretär und Kalkulator.
1910 wurde Pukaß in das Reichsamt des Innern versetzt. 1914 wurde er dort zum Geheimen expedierender Sekretär befördert. Zum 13. April 1915 wechselte er als Bürobeamter in den Dienst der Reichskanzlei. Am 1. April 1922 wurde er zum Regierungsrat befördert. Pukaß’ biographischer Eintrag in der Online-Edition der Akten der Reichskanzlei suggeriert eine ununterbrochene Tätigkeit in der Reichskanzlei von 195 bis 1933. Die Quellenedition der Akten der Reichskanzlei für die Regierung Stresemann gibt dagegen an, dass er während der Reichskanzlerzeit von Gustav Stresemann, also im Jahr 1923, in die Reichskanzlei eingetreten sei, in der er zunächst in der Abteilung II mit der Bearbeitung der Angelegenheiten des Reichsministeriums für Wiederaufbau und den Reichswirtschaftsrat betraut wurde. Dies legt nahe, dass Pukaß zu irgendeinem Zeitpunkt zwischen 1915 und 1923 vorübergehend aus dem Dienst der Reichskanzlei ausschied und 1923 in diese zurückkehrte. Andererseits gibt Max von Stockhausen in seinen Memoiren an, dass Pukaß, als er, Stockhausen, 1921 in die Reichskanzlei versetzt wurde, dort bereits als persönlicher Referent des Reichskanzlers Joseph Wirth beschäftigt gewesen sei, was dafür spricht, dass er entweder ohne Unterbrechung seit 1915 dort tätig gewesen ist oder – nach einer zeitweiligen Verwendung an anderer Stelle – nicht erst 1923, sondern spätestens 1921 wieder in die Behörde zurückgekehrt war und dort bis zum 31. März 1933 tätig blieb.
In der Reichskanzlei wurde Pukaß am 1. Oktober 1927 zum Oberregierungsrat und am 1. November 1932 zum Ministerialrat befördert. Laut den Quelleneditionen zu den Kabinetten der 1920er und 1930er Jahre diente Pukaß nacheinander den Reichskanzlern Cuno, Stresemann, Marx, Luther, Müller, Brüning, Papen und Schleicher als Referent, bevor er 1933 unter den Nationalsozialisten in den Ruhestand versetzt wurde.
Nach 1933 arbeitete Pukaß in der Privatwirtschaft. Er starb 1951 im Alter von 73 Jahren in seiner Wohnung in Berlin-Wilmersdorf. Seit 1905 war er verheiratet mit Frida geborene Kleibs.